# George H. Amidon
George Hilton Amidon (* 12. Juli 1904 in Littleton, New Hampshire; † 28. November 1976 in Barre, Vermont) war ein US-amerikanischer Geschäftsmann und Politiker, der von 1949 bis 1965 State Treasurer von Vermont war.

## Leben
George H. Amidon wurde in Littleton, New Hampshire als Sohn von Freeman Ellis Wakefield Amidon und Mary Ward Walker geboren. Er besuchte die Wells River High School und studierte an der Boston University am College of Business Administration.
Er gehörte der Republikanischen Partei an und arbeitete zunächst als Bereichs Revisor im Büro des Vermont State Auditors. Von 1945 bis 1949 war er Tax-Commissioner, wurde zum Stellvertretenden State Treasurer und 1949 nach dem Rücktritt Levi R. Kelleys zum Vermont State Treasurer ernannt, um die Amtszeit von Kelley zu vollenden. Wiedergewählt wurde er in dieses Amt bis 1965.
Amidon war Direktor der Montpelier National Bank und der Vermont Mutual Fire Insurance Co.
George H. Amidon war mit Theresa Jean Liddle (1904–1978) verheiratet. Er starb am 28. November 1976. Sein Grab befindet sich auf dem McIndoe Falls Cemetery in Barnet, Vermont.